# Кастельерская культура

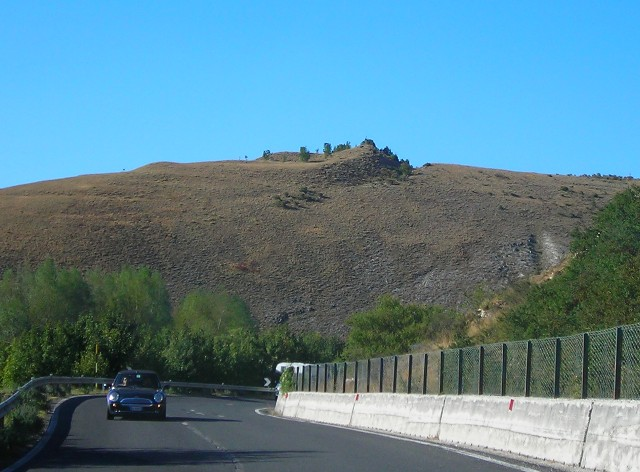
Руины укреплённого поселения на горе Кассикьо (Cassicchio), плато Кольфьорито

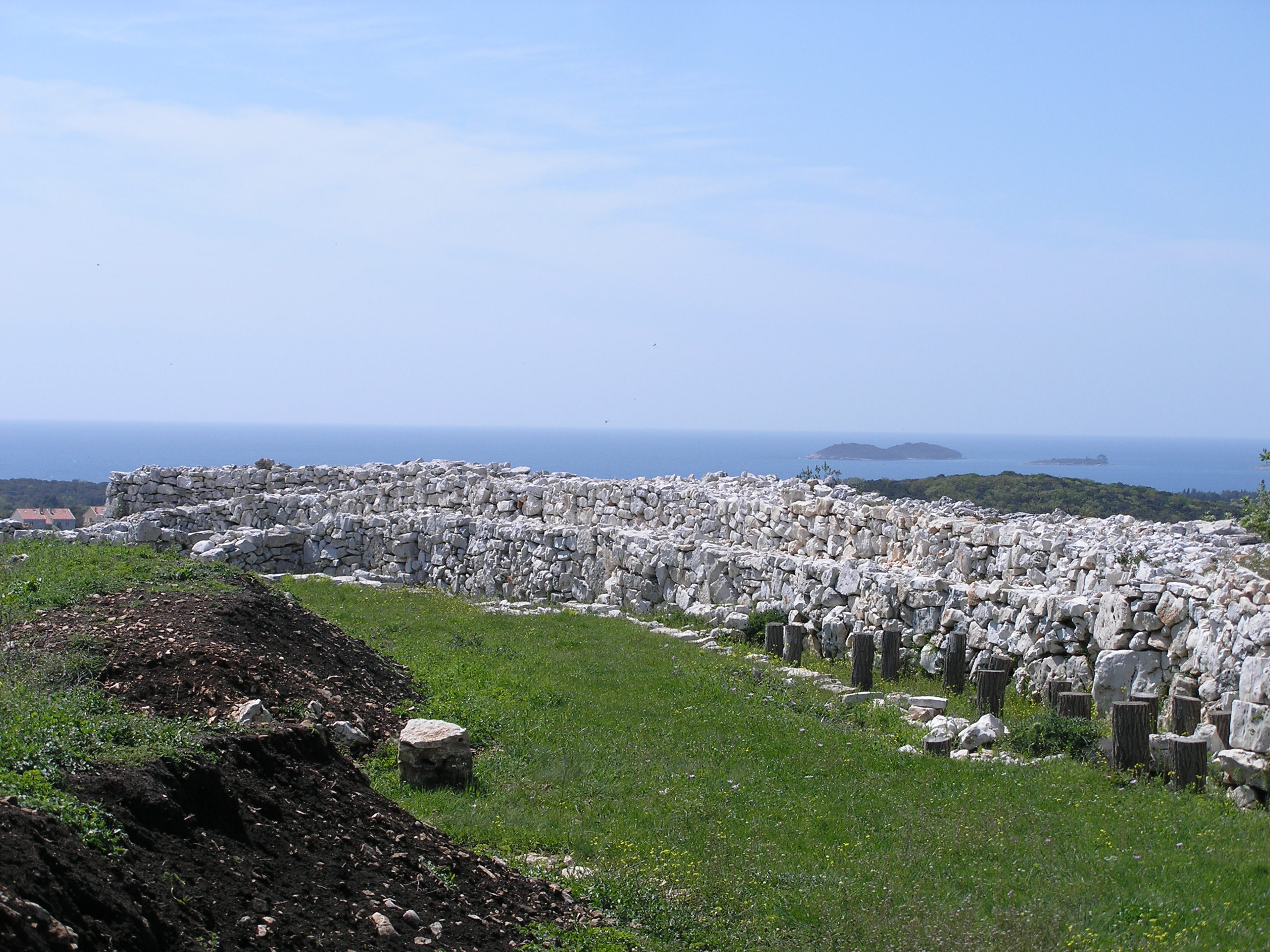
Руины Монкодонья в Хорватии

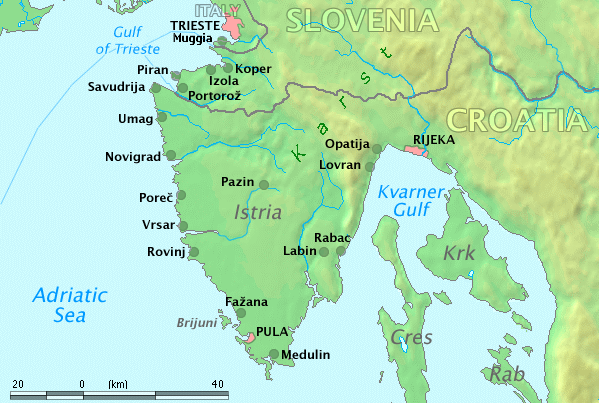
Истрия, место первоначального распространения кастельерской культуры с конца XV века до н. э.

Кастельерская культура, или культура укреплённых поселений существовала на территории Истрии в эпоху бронзового века, примерно 15-3 в. до н. э., постепенно распространившись на северо-восточные области Италии, вплоть до завоевания римлянами. Название культуры происходит от укреплённых поселений «кастельере» (castellieri, букв. «маленький замок»), распространённых на территории данной культуры.
Создателем культуры был народ, ведущий морской образ жизни. Первые укреплённые посёлки были сооружены вдоль побережья Истрии и напоминают мегалиты того же периода, распространённые в микенской культуре. Поскольку подобные конструкции были распространены во всём Эгейском мире ещё до прихода греков, они не позволяют сделать вывод о происхождении данного народа. 
Территория кастельерской культуры примерно соответствует расселению известных в исторический период истров и либурнов. Остаётся открытым вопрос об их родстве с соседними индоевропейскими народами: иллирийцами и венетами.
Укреплённые поселения «кастельере» обычно располагались на горах или возвышенностях, реже — на горных плато, и состояли из одной или нескольких концентрических, эллипсоидных (Истрия и Венеция) или квадратных (Фриули) стен, внутри которых находились жилые помещения. Толщина стен могла достигать 4-5 метров, а высота 5-7 метров. Фактически кастельере были укреплёнными городами, периметр которых мог достигать 2-3 километров. Стены сооружались следующим образом: между двумя стенами из массивных блоков находилось пустое пространство, которое заполнялось мелкими камнями, землёй и прочими материалами. Жилые дома обычно были круглыми, небольшого размера, на фундаменте из известняка или песчаника, прочие части дома — из менее долговечных материалов, чаще всего древесины.
В Истрии, Фриули и Венеции-Юлии обнаружено несколько сот кастельере, из которых самым крупным и важным был, по-виимому, Несакций (современное название — Несацио) на юге Истрии, в нескольких километрах от города Пола. После римского завоевания Несакций (название также дано римлянами) превратился в одну из римских крепостей.